# Стакевци
Стакевци (болг. Стакевци) — село в Болгарии. Находится в Видинской области, входит в общину Белоградчик. Население составляет 267 человек.

## Политическая ситуация
В местном кметстве Стакевци, в состав которого входит Стакевци, должность кмета (старосты) исполняет Васко Илиев Чулин (коалиция в составе 3 партий: Демократы за сильную Болгарию (ДСБ), Земледельческий народный союз (ЗНС), Союз свободной демократии (ССД)) по результатам выборов правления кметства.
Кмет (мэр) общины Белоградчик — Емил Евгениев Цанков (независимый) по результатам выборов в правление общины.